# Christian Feit

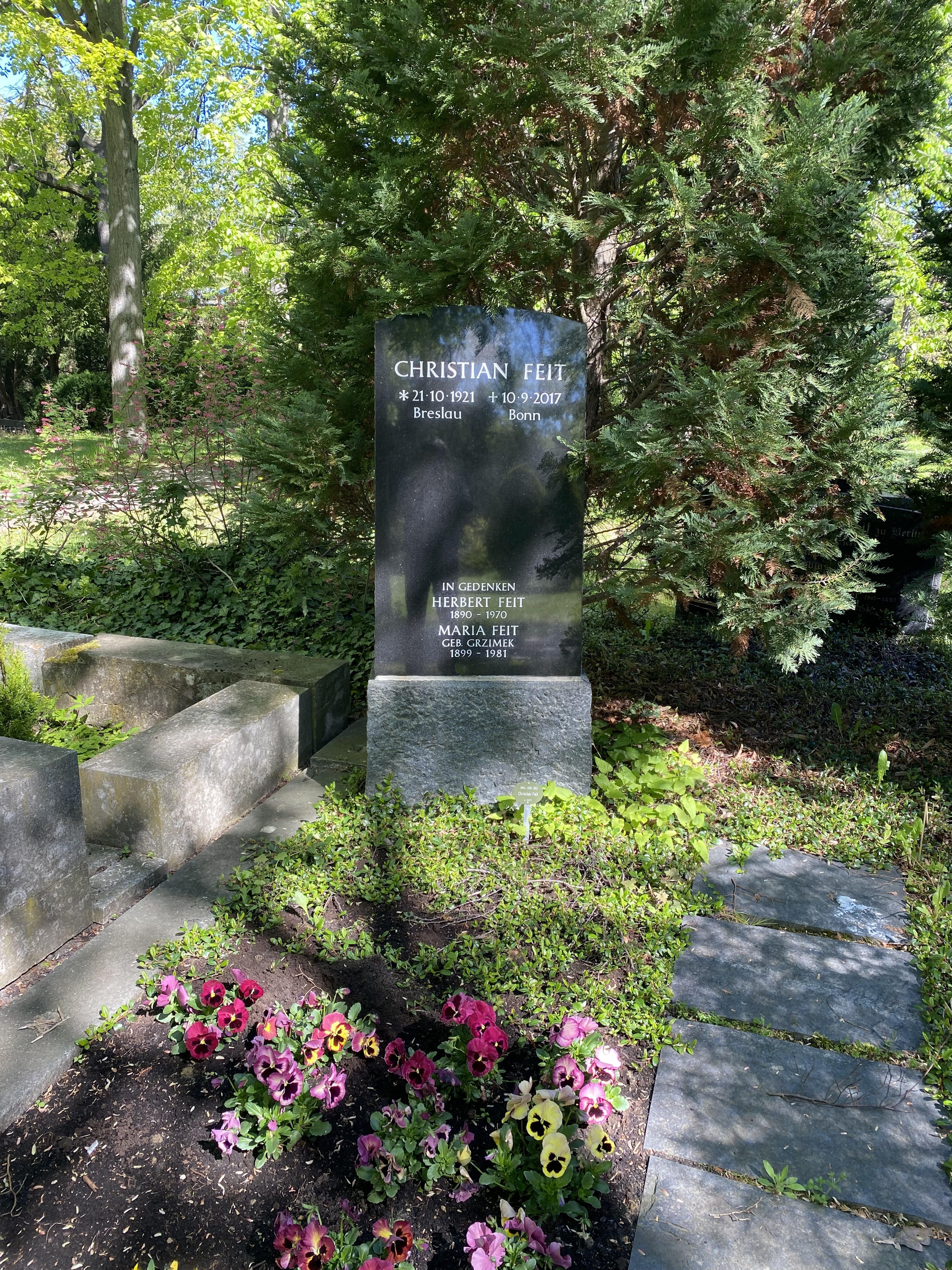
Grabstätte auf dem Dreifaltigkeitskirchhof II

Christian Feit (* 21. Oktober 1921 in Breslau; † 10. September 2017 in Bonn) war ein deutscher Diplomat.

## Leben
Nach dem Kriegsdienst studierte er ab 1945 in Hamburg Jura und wurde 1950 zum Dr. jur. promoviert. Er gehörte zu den Mitbegründern der Hamburger Jungen Union. 1951 trat er in den Auswärtigen Dienst ein. Er war von 1952 bis 1954 in den USA Vizekonsul in New York, Detroit und Houston. Nach Tätigkeit als Wirtschaftsattache in Valparaiso in Chile 1954/55 war er mehrfach im Außenministerium tätig (1955–1958; 1963–1968; 1974–1983). In Madrid war er Erster Botschaftssekretär. Von 1969 und 1974 leitete er die Politische Abteilung der deutschen Botschaft in Paris. Von 1983 bis 1986 war er Botschafter der Bundesrepublik Deutschland in Brüssel.
Er war seit 1950 verheiratet mit Gabriele von Below und hat vier Kinder. Feit war Rechtsritter des Johanniterordens. Er wurde mehrfach im In- und Ausland ausgezeichnet. Seine letzte Ruhestätte erhielt er auf dem Dreifaltigkeitskirchhof II in Berlin-Kreuzberg.

### Spiegel-Affäre
Von 1958 bis 1963 war Christian Feit als Legationsrat Leiter der Rechtsabteilung der deutschen Botschaft in Madrid. Den Militärattaché Achim Oster begleitete Feit als Rechtsberater, als Oster die Verhaftung von Conrad Ahlers veranlassen sollte. Anschließend betreute er das Ehepaar Ahlers bis zu dessen Ausreise nach Deutschland.

## Ehrungen und Auszeichnungen
- 1979: Großes Goldenes Ehrenzeichen für Verdienste um die Republik Österreich[4]
- Leopoldsorden (Ausprägung unbekannt)
- Kommandeur der Ehrenlegion
- Kommandeursorden des Hauses Grimaldi
- Kommandeursorden "Isabel la Catolica"

## Memoiren
- Christian Feit, Fußnoten zu unserer Geschichte 1921–2001, Norderstedt 2006, ISBN 3-8334-5406-7

## Nachlass
Der Nachlass von Christian Feit befindet sich im Bundesarchiv in Koblenz (Bestand N 1699).